# 碧海银沙网
碧海银沙网，是中国电信湛江分公司下属的综合门户网站，创建于1996年，旗下有碧聊、心意坊、且听风吟等网站。2017年9月27日正式关闭。